# Ljudmila Denisova
Ljudmila Denisova (ukr. Людмила Леонтіївна Денісова, rus. Людмила Леонтьевна Денисовна); (Rusija, Arhangelsk, 6. srpnja 1960.); je ukrajinska političarka i bivša Ministrica rada i socijalne skrbi u Ukrajini. Denisova je bliski politički suradnik Julije Timošenko i član iste političke stranke i organizacije Sveukrajinski savez - Domovina koja se trenutno nalazi u opoziciji. U listopadu 2009. godine, prema časopisu Focus, Denisova je zauzela 15. mjesto među 100 najutjecajnijih žena u Ukrajini.

## Profesionalna biografija
Ljudmila Denisova završila je Pedagošku visoku školu u Arhangelsku 1978. godine. U Rusiji nastavlja studij Prava i završava ga 1995. godine nakon čega se stalno nastanjuje u Ukrajini. Na Krimu radi kao pravni savjetnik već od 1989. i u stalnom je kontaktu s ukrajinskim političarima. Godine 1998. Denisova postaje Ministar ekonomije i financija na Krimu u Ukrajini. Od 2004. blisko surađuje s Julijom Timošenko s kojom radi na provođenju proeuropskih ideja propagiranih u Narančastoj revoluciji.

## Vezani članci
- Natalija Korolevska
- Julija Timošenko

## Vanjske poveznice
- Osnovne informacije o Ljudmili Denisovoj (ukr.)[neaktivna poveznica]
- Stranice organizacije Sveukrajinski savez - Domovina  Arhivirana inačica izvorne stranice od 27. svibnja 2010. (Wayback Machine)